# 大飯祭り
大飯祭り（おおめしまつり）は、茨城県桜川市の下泉・本郷地区で行われる祭りである。毎年12月に行われる。

## 概要
下泉・本郷地区の村社・鹿島神社の氏子たちがその年の「当屋」呼ばれる当番の家に集まり、「物相（もっそう）」と呼ばれる、8合あるお椀に高く盛られた飯を食べあい、その年の作物の実りを神に感謝すると共に人々の健康を願う女人禁制の行事。ただし当屋の負担が大きい（大掃除や畳の全張替え）ため、下泉地区では下泉公民館で行われている。
鹿島神社神主が当屋の家に御神霊を迎えた後に食べはじめ、山盛りの物相を、焼き秋刀魚、大根や人参の煮付け、ナマス、味噌汁、漬物などをおかずに食べる。

### 下泉地区と本郷地区の差異
祭りの途中の登場人物に差がある。

#### 下泉地区
下泉地区では当屋の主人が扮する、わら製のたすきを掛け、ハチマキをし、大きなワラジを履き、男根を模した道具「サイマラ棒」を掛けた「鹿島様」が参加者たちに「オナオシ」と称し「もっと食べろ」とさらにご飯を盛り付ける。

#### 本郷地区
本郷地区では「イマハマ」と呼ばれる下戸が扮する神様が箕を着てすげ笠をかぶり、たばこ入れとキセルを下げ、魚が入った箱を持ち出てきて一服ついた後、魚を神主に勧める真似をする。
その後、当屋の主人がたすきを掛け、帽子をかぶり、大しゃもじを「サイマラ棒」を掛けた当屋の主人（上戸）が神主にだけ捧げようとするところに若者2人が出てきて、当屋の主人に大量の飯をかぶせる。体についた飯粒が多いほど縁起がよいとされている。その所作の後、「オナオシ」と称しご飯を盛り付ける。

### 始まり
始まりは防人を送り出す際、お椀に埋高く盛って祝い食し、兵士を送った「鹿島立ち」の神事から伝えられたと云われている。現在は12月第2日曜日に統一されているが、元は12月13日が下泉地区、14日が本郷地区の大飯祭りであり、15日には両地区一緒になって鹿島神社の前でウケトリワタシをする行事であった。

### 使用される米

#### 下泉地区
鹿島神社の祭り田（神田）で生産された米を使用する。米作りは当屋となった組のもの全員で行い、残った米は売却し行事の費用に当てている。

#### 本郷地区
昔は2町5畝程度の祭り田を持っていたが現在は持たない。そのため米を持ち寄っており、上戸が白米2斗、下戸が白米5升を用意する。

## 関係人物

### 当屋
祭りに際し、その準備，執行，後始末などの世話を担当する家。およそ60年に1度の当番制である。
当屋には上戸，下戸があり、祭りは上戸の家で行うが上戸の家で葬式があったときは下戸の家で行う。

### イマハマ/エマハマ/鹿島様
イマハマとは「今浜から帰ってきた男」≒「漁師」であり、海からは遠いため漁師にあまり縁のないこの地域において「イマハマ」は別世界から来訪した神様であり、健康や子宝に恵まれるよう当時貴重であった魚を男たちにふるまったとされている。そのほか、大洗で魚を買い鹿島神社に奉納する者といった言い伝えもある。
下泉地区では当屋の主人が、本郷地区では下戸が担当する。